# شهرستان سوروویکینسکی
شهرستان سوروویکینسکی (به لاتین: Surovikinsky District) یک شهرستان در روسیه است که در استان ولگوگراد واقع شده‌است.